# Col de la Nugère
Der Col de la Nugére ist ein 886 Meter hoher französischer Gebirgspass im Zentralmassiv. Er befindet sich in der Region Auvergne-Rhône-Alpes im Département Puy-de-Dôme und verbindet über die D943 die Gemeinden Saint-Ours im Westen mit Volvic im Osten.

## Lage und Streckenführung
Der Pass führt durch den nördlichen Teil des Regionalen Naturpark Volcans d’Auvergne und verläuft parallel zum südlicheren Col des Goules. Die Passhöhe liegt in der Nähe des Puy de la Jume.
Die Westauffahrt von Saint-Ours ist sieben Kilometer lang und weist eine durchschnittliche Steigung von nur einem Prozent auf. Auf den ersten zwei Kilometern, die zur Ortschaft Le Bouchet führen, liegt die Durchschnittsteigung noch bei 3,5 %, ehe die Straße im bewaldeten Gebiet deutlich abflacht. Der eigentliche höchste Punkt des Passes wird bereits zweieinhalb Kilometer vor der Passhöhe erreicht, ehe ein abschüssiger und ein leicht ansteigender Kilometer folgen.
Die Ostauffahrt von Volvic ist deutlich anspruchsvoller und weist auf einer Länge von sechs Kilometern eine Durchschnittssteigung von 7 % auf. Bei der Kreuzung zwischen der D986 und der D15 beginnt die Straße anzusteigen und erreicht auf dem ersten Kilometer Steigungsprozente von über 10 %. Beim Abzweiger nach Tourtoule nimmt die Steigung etwas ab und führt mit rund 7 % auf die Passhöhe, wobei der vorletzte Kilometer mit 4,5 %, der bei der Kreuzung zur D943 beginnt, deutlich flacher ist.

## Radsport
Die Tour de France absolvierte im Jahr 1971 auf der 8. Etappe die Ostauffahrt des Col de la Nugére, wobei die Bergwertung bereits beim Auberge du Cratère (Le Cratère) abgenommen wurde. Die Fahrer bogen links auf die D943 ab und gelangten so auf ein Plateau, dem sie bis Chamalières folgten. Die Passhöhe des Col de la Nugére wurde somit nicht erreicht.
Im Jahr 2023 soll die Tour de France auf der 9. Etappe erstmals über den Pass führen. Diesmal wird die Ostauffahrt absolviert, auf der jedoch keine Bergwertung abgenommen wird.